# 홀리웰하우스

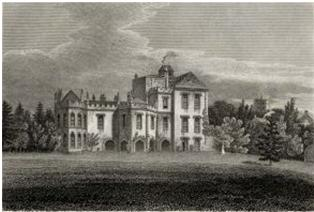
1808년 홀리웰하우스.

홀리웰하우스는 잉글랜드 하트포드셔주 세인트올번스에 있었던 가택이다.
원래 명칭은 할리웰이었다. 1571년 랄프 롤렛 경이 가택을 소유했고, 그의 죽음 이후 조카 로버트 제닝스가 가택을 소유하게 되었다. 이후 이 가택은 제닝스가가 계속 소유하게 되었으며 말버러 공작부인 사라 처칠이 이곳에서 1660년 태어났다. 리처드 제닝스가 죽고 자매 사라 처칠과 여동생 프랜시스 탈봇은 공동으로 홀리웰하우스를 소유했다. 이후 사라가 가택의 소유권을 구매했고, 남편 존 처칠과 사라는 이곳에서 자주 생활했다.